# Alejandro Berrio
Alejandro Berrio (* 7. August 1976 in Cartagena (Kolumbien) als Alejandro Berrio Hernández) ist ein kolumbianischer Boxer.

## Profikarriere
1997 wurde Berrio in seinem Heimatland Profi und gewann die meisten seiner Kämpfe durch KO. Vorzeitige Niederlagen erlitt er 1998 gegen seinen unbekannten Landsmann Jairo Jesús Siris, 2001 gegen den damals vollkommen unbekannten Henry Porras (der später gegen alle namhaften Gegner wie Jürgen Brähmer, Danilo Häußler, Mikkel Kessler oder Carl Froch verlor) und 2003 gegen den unbekannten US-Amerikaner Eric Mitchell.
2005 schaffte er mit einem KO gegen den mehrfachen kanadischen WM-Herausforderer Syd Vanderpool einen ersten internationalen Achtungserfolg. Im nächsten Kampf verlor er in Deutschland gegen Robert Stieglitz in einem Ausscheidungskampf des IBF-Verbandes ohne richtige Vorbereitung ein viertes Mal vorzeitig.
Ein Sieg gegen den ungeschlagenen US-Amerikaner Yusaf Mack brachte ihn dann aber in den Ranglisten nach oben. Im März 2007 gewann er in einem Rückkampf gegen Stieglitz in Rostock den vakanten IBF-Titel durch technischen KO in Runde drei. In der IWBR-Computerrangliste war er zu diesem Zeitpunkt an Position 17 platziert, Stieglitz auf 15. Vor dem Kampf war Berrio von Wilfried Sauerland, der den Kampf auch sehr knapp ersteigert hatte, für seine Boxstall unter Vertrag genommen worden.
Am 19. Oktober 2007 bestritt er gegen den ungeschlagenen Pflichtherausforderer Lucian Bute seine erste Titelverteidigung und verlor den Gürtel an den Rumänen durch technischen KO in der elften Runde.